# 奥兰自由主义者
奥兰自由主义者（瑞典語：Liberalerna på Åland）是芬兰奥兰自治区的一个自由主义政党。在2019年的奥兰议会选举中，该党获得了30个席位中的6个，为议会第二大党。该党的现任主席为卡特琳·舍格伦。
该党成立于1978年。该党的标识为矢車菊。